# Phantasy Star Collection
Phantasy Star Collection is een videospel voor het platform Sega Saturn. Het spel werd ontwikkeld en uitgegeven door Sega. Het spel kwam in 1998 uit voor de Sega Saturn en in 2002 voor de Game Boy Advance.
Het spel is een compilatiespel bestaande uit de volgende spellen:
- Phantasy Star
- Phantasy Star II
- Phantasy Star III: Generations of Doom

Voor de Sega Saturn is ook het spel Phantasy Star: The End of the Millennium bijgesloten.

## Platforms
| platform            | jaar |
| ------------------- | ---- |
| Sega Saturn         | 1998 |
| Game Boy Advance    | 2002 |
| PlayStation Network | 2012 |

## Ontvangst
| Beoordeeld door           | Jaar | Score |
| ------------------------- | ---- | ----- |
| Electronic Gaming Monthly | 2010 | 82%   |
| GameSpot                  | 2002 | 86%   |
| IGN                       | 2003 | 60%   |
| Nintendo Power            | 2010 | 77%   |